# 2021 Winter SM Town: SMCU Express
2021 Winter SM Town: SMCU Express (estilizado como 2021 Winter SMTOWN: SMCU EXPRESS) es el noveno álbum de invierno de SM Town. El disco fue lanzado por SM Entertainment el 27 de diciembre de 2021 y está disponible en 13 versiones diferentes. Incluye diez canciones, entre las que se encuentran dos sencillos del álbum: «Dreams Come True» y «Hope from Kwangya». Este álbum marca el primer lanzamiento de un álbum especial de SM Town en una década, después del anterior 2011 Winter SMTOWN: The Warmest Gift, que fue lanzado en diciembre de 2011. También es el primer álbum en agregar a Kai, Red Velvet, NCT y Aespa.

## Antecedentes y lanzamiento
El concepto del álbum se basa en el propio universo ficticio de SM Entertainment llamado SM Culture Universe (SMCU), que fue presentado por primera vez en 2020 por el fundador de la compañía, Lee Soo-man, a través del debut de Aespa.
Los artistas que participan en el álbum incluyen a Kangta, BoA, TVXQ, Super Junior (excepto Heechul entre los miembros que están promocionando activamente), Girls' Generation-Oh!GG, SHINee (excepto Taemin), Kai de EXO, Red Velvet, NCT (excepto Lucas) y Aespa. También participaron en la sesión de fotos del álbum los DJs de ScreaM Records: Ginjo (exintegrante de TraxX), Raiden e Imlay.
A través del proyecto SM Town 2022: SMCU Express, se anunció que 2021 Winter SM Town: SMCU Express sería el primer álbum de invierno de SM Town en diez años desde 2011. Según SM, el álbum cuenta con varios artistas bajo el sello y una «combinación interesante de artistas» además de las canciones de grupos existentes. Antes del lanzamiento del álbum, la versión jazz de «The Promise of H.O.T.» fue lanzada previamente el 26 de noviembre de 2021 a través de SM Station y se añadió a la lista de canciones el 24 de diciembre. «Dreams Come True», que también fue lanzada previamente en SM Station el 20 de diciembre, se convirtió en el sencillo principal del álbum. Las preórdenes para el álbum comenzaron el 10 de diciembre y el disco estaba programado para ser lanzado el 27 de diciembre.

## Composición
El sencillo principal, «Dreams Come True», fue descrito como una canción de dance pop reinterpretada por Aespa del segundo álbum de S.E.S., Sea & Eugene & Shoo, lanzado en 1998. Combina la «energía espiritual y la vibra hip hop» del grupo con un «sonido misterioso y soñador», con BoA participando en la producción de la canción. El segundo sencillo, «Hope from Kwangya», fue descrito como una canción con un sonido «rico» de una «hermosa» melodía de cuerdas. Es una reinterpretación de la canción «representativa» de SM Town, originalmente lanzada en el tercer álbum de H.O.T., Resurrection, en 1998. Kangta, quien escribió y compuso la música original, dirigió las voces.
«Zoo», interpretada por Taeyong, Jeno, Hendery y Yangyang de NCT, y Giselle de Aespa, fue descrita como una canción de hip hop con sintetizadores «únicos» y ritmos de «tempo rápido». «Melody», interpretada por Girls' Generation-Oh!GG, fue descrita como una canción pop de tempo medio con una atmósfera de jazz retro. La letra evoca momentos «hermosos y extáticos», creando una atmósfera cálida en el frío invierno con una atmósfera de jazz retro creada por varios instrumentos acústicos. «Magical», interpretada por TVXQ y Super Junior, fue descrita como una canción pop «alegre». «Snow Dream 2021», interpretada por Yeri de Red Velvet, Haechan, Chenle y Jisung de NCT, y Ningning de Aespa, fue descrita como una canción que es «suficiente para sentir la alegría y la felicidad que has estado esperando en invierno». Es una reinterpretación del sencillo principal del álbum de invierno de SM Town, Snow Dream, lanzado en 2006. «Ordinary Day», interpretada por Kyuhyun de Super Junior, Onew de SHINee y Taeil de NCT, trata sobre un «amor profundo» por los amantes, amigos y familiares, que siempre están a tu lado en la temporada en la que uno se da cuenta de que cada día es «especial y precioso». «Goodbye», interpretada por Sunny de Girls' Generation y Jungwoo y Renjun de NCT, fue descrita como una canción pop R&B de tempo medio con sonidos de campanas invernales, bajo acústico añadido y sonidos de teclado jazzy. «Dinner», interpretada por TVXQ, fue descrita como una balada pop «cálida» sobre el momento de preparar la cena y compartir pequeñas alegrías con una persona preciada al final de un día difícil. La canción presenta un arreglo «dramático» de melodías de cuerdas «coloridas» sobre una interpretación de piano «emocional». La versión jazz de «The Promise of H.O.T.» fue interpretada por la Orquesta SM Classics Town con Kim Yo-han y Hwang Ho-gyu y el baterista Shin Dong-jin. Fue reinterpretada en forma de trío de jazz con un piano «groovy», bajo y sonidos de batería «rítmicos».

## Promoción
El álbum fue promocionado a través del segundo concierto en línea de SM Town, SM Town Live 2022: SMCU Express at Kwangya, el 1 de enero de 2022, donde se interpretaron «Dreams Come True», «Ordinary Day», «Zoo» y «Hope from Kwangya».

## Lista de canciones
| N.º   | Título | Letras                                    | Música                                                                                   | Arreglo                                                                     | Duración |  |
| 1.    | «Dreams Come True» (interpretada por Aespa)                                                                              | Bada, Yoo Young-jin, BoA                  | Risto Armas Asikainen, Yoo Young-jin, BoA                                                | Yoo Young-jin, BoA, Shaun Kim, BXN                                          | 3:24     |  |
| 2.    | «Zoo» (interpretada por Taeyong, Jeno, Hendery, Yangyang y Giselle)                                                      | Rick Bridges (X&), Taeyong, Jeno, Giselle | Keelah Jacobsen, Cameron Joseph Rugg, Ryan Jhun                                          | Keelah Jacobsen, Ryan Jhun                                                  | 2:57     |  |
| 3.    | «Melody» (interpretada por Girls' Generation-Oh!GG)                                                                      | Jo Yoon-kyung                             | Ronny Svendsen, JinByJin, Noday, Cazzi Opeia                                             | Ronny Svendsen, JinByJin                                                    | 3:15     |  |
| 4.    | «Magical» (interpretada por TVXQ y Super Junior)                                                                         | Lee Seu-ran                               | William James 'Bleu' McAuley III, Mats Valentin, Tobias Norberg                          | William James 'Bleu' McAuley III, Mats Valentin, Tobias Norberg             | 3:06     |  |
| 5.    | «Snow Dream 2021» (interpretada por Yeri, Haechan, Chenle, Jisung y Ningning)                                            | Yoon Hyo-sang                             | Svein Finneide, Aslak Johnsen, Ken Ingwersen, Jon-Willy Rydningen, Eirik-Andre Rydningen | Hwang Seong-je (ButterFly), Seo Mi-rae (ButterFly), Kim Gyu-won (ButterFly) | 3:36     |  |
| 6.    | «Ordinary Day» (interpretada por Kyuhyun, Onew y Taeil)                                                                  | Kenzie                                    | Kenzie                                                                                   | Kenzie                                                                      | 4:00     |  |
| 7.    | «Goodbye» (12월의 인사; 12wol-ui insa, interpretada por Sunny, Jungwoo y Renjun)                                         | danke (lalala Studio)                     | MinGtion, Kim Yeon-seo, Dvwn                                                             | MinGtion                                                                    | 3:26     |  |
| 8.    | «Dinner» (interpretada por TVXQ)                                                                                         | Oh Hyun-sun (lalala Studio)               | Jeon Sun-hwan, Jerome 'Jigg' Andrews, Shelton Jones, Saire Jones                         | MinGtion, Jeon Sun-hwan, Jerome 'Jigg' Andrews                              | 4:21     |  |
| 9.    | «The Promise of H.O.T. (Jazz Version)» (우리들의 맹세; Urideul-ui maengse}, interpretada por SM Classics Town Orchestra) |                                           | Yoo Young-jin                                                                            | Yohan Kim, Hwang Ho-gyu (Hogyu 'Stiger' Hwang)                              | 4:35     |  |
| 10.   | «Hope from Kwangya» (빛; Bit, interpretada por SM Town)                                                                  | Kangta                                    | Kangta                                                                                   | Kenzie                                                                      | 5:33     |  |
| 38:18 | |                                           |                                                                                          |                                                                             |          |  |

## Posicionamiento en listas

### Listas semanales
| Lista (2022)                     | Mejor posición |
| -------------------------------- | -------------- |
| Croacia (HDU)                    | 21             |
| Japón (Oricon)                   | 14             |
| Japón (Japanese Hot Albums)      | 30             |
| Corea del Sur (Gaon Album Chart) | 1              |

### Lista mensual
| Lista (2021)                     | Mejor posición |
| -------------------------------- | -------------- |
| Corea del Sur (Gaon Album Chart) | 2              |

### Lista anual
| Lista (2021)                     | Mejor posición |
| -------------------------------- | -------------- |
| Corea del Sur (Gaon Album Chart) | 29             |

## Certificaciones y ventas
| País          | Organismo certificador | Certificación | Ventas  | Ref.   |
| ------------- | ---------------------- | ------------- | ------- | ------ |
| Corea del Sur | KMCA                   | 2× Platino    | 650 084 | [ 33 ] |

## Premios y nominaciones
| Premiación         | Año  | Categoría     | Resultado(s) | Ref.   |
| ------------------ | ---- | ------------- | ------------ | ------ |
| Golden Disc Awards | 2023 | Álbum del año | Nominado     | [ 34 ] |